# San Diego Padres
El San Diego Padres és un club professional de beisbol estatunidenc de la ciutat de San Diego que disputa la MLB.

## Palmarès
- Campionats de la MLB (0): -
- Campionats de la Lliga Nacional (2): 1998, 1984
- Campionats de la Divisió Oest (5): 2006, 2005, 1998, 1996, 1984

## Evolució de la franquícia
- San Diego Padres (1969-present)

## Colors
Blau marí, sorra, blanc.

## Estadis
- PETCO Park (2004-present)
- Qualcomm Stadium (1969-2003)
  - a.k.a. Jack Murphy Stadium (1980-1997)
  - a.k.a. San Diego Stadium (1969-1980)

## Números retirats
- Steve Garvey 6
- Tony Gwynn 19
- Dave Winfield 31
- Randy Jones 35
- Jackie Robinson 42